# Szczecin Wzgórze Hetmańskie
Szczecin Wzgórze Hetmańskie – stacja kolejowa położona w szczecińskiej dzielnicy Pomorzany pomiędzy ulicami Białowieską, Milczańską oraz Orawską.

## Informacje ogólne
Do 2001 roku na stacji kończyły trasę niektóre pociągi osobowe.

## Lokomotywownia
Na terenie stacji znajduje się jedna z trzech czynnych (obok Portu Centralnego oraz Kołobrzegu) lokomotywowni w województwie. Należy ona do spółki Polregio, a wzniesiona została w latach 30. XX wieku. Stacjonują tu jednostki obsługujące ruch pociągów regionalnych, a także inne pojazdy trakcyjne potrzebne np. do wykonywania manewrów.

## Centrum Szkolenia Maszynistów
W 2018 r. na terenie lokomotywowni oddano do użytku Centrum Szkolenia Maszynistów, wyposażone m.in. w nowoczesny symulator do szkolenia maszynistów. Symulator, odzwierciedlający jazdę pociągiem Impuls, wykonały firmy Newag i Autocomp Management. Oprócz maszynistów w Centrum szkoleni będą także kierownicy pociągów, rewidenci taboru, ustawiacze, manewrowi, konduktorzy i kasjerzy biletowi. W budynku Centrum znajduje się także niewielkie muzeum kolejnictwa.